# Олан
Олан (фр. Aulan) је насељено место у Француској у региону Рона-Алпи, у департману Дром.
По подацима из 2011. године у општини је живело 6 становника, а густина насељености је износила 0,57 становника/km².

## Демографија
| 1962. | 1968. | 1975. | 1982. | 1990. | 2011. |
| ----- | ----- | ----- | ----- | ----- | ----- |
| 31    | 8     | 10    | 11    | 5     | 6     |